# Chalepus picturatus
Chalepus picturatus es un coleóptero de la familia Chrysomelidae.
Fue descrita científicamente en 1937 por Spaeth.